# دلیجان آتش
دلیجان آتش یا با نام اصلی دلیجان جنگی (انگلیسی: The War Wagon) یک فیلم در ژانر سرقت و وسترن به کارگردانی برت کندی است که در سال ۱۹۶۷ منتشرشد. 

## بازیگران
- جان وین
- کرک داگلاس
- هاوارد کیل
- رابرت واکر جونیور
- کینن وین
- بروس درن
- جین ایوانز
- جوانا بارنز
- بروس کابوت
- امیلیو فرناندز
- هل نیدهام
- شب وولی
- چاک رابرتسون
- فرانک مک‌گراث
- مارکو آنتونیو
- تری ویلسون